# Ruisseau des Aucoin
Pour les articles homonymes, voir Aucoin.
 (janvier 2016).
Si vous disposez d'ouvrages ou d'articles de référence ou si vous connaissez des sites web de qualité traitant du thème abordé ici, merci de compléter l'article en donnant les références utiles à sa vérifiabilité et en les liant à la section « Notes et références ».
 (février 2015).
Le ruisseau des Aucoin (en anglais : Aucoin Brook) est un cours d'eau au Cap-Breton, au Canada.

## Géographie
Le ruisseau mesure environ 11 kilomètres de long. Il prend sa source dans la Montagne Noire, un sommet du plateau du Cap-Breton, à 400 mètres d'altitude, à 7 kilomètres à l'est de Chéticamp. La rivière suit ensuite un cours orienté vers l'ouest avant de passer à moins de 200 mètres de la rivière du Platin, dans le quartier de Belle-Marche, et de bifurquer vers le nord. Le ruisseau longe ensuite le quartier du Platin avant de passer entre les quartiers de Petit-Étang et de La Prairie. À cet endroit son cours passe au travers d'un marais, lui aussi appelé La Prairie. Le ruisseau se jette finalement en rive gauche (sud) de la rivière de la Prairie ou Chéticamp. La première moitié de la vallée est très accidentée.